# مقاطعة جفرسون (أوهايو)
مقاطعة جفرسون (بالإنجليزية: Jefferson County)‏ هي إحدى مقاطعات ولاية أوهايو في الولايات المتحدة الأمريكية.

## أعلام
- جيمس إس. ألبان
- جون ك. براون
- إدوارد ن. كيرك
- صموئيل بي. كامبل
- ويليام بي. فرنسيس